# Батурята (посёлок)
Батурята — упразднённый в 2011 году посёлок в Пермском крае России. Находился на территории упразднённого в 2019 году Кляповского сельского поселения, с 27 мая 2019 года — в Берёзовском муниципальном округе.

## История
Согласно Закону Пермского края от 17 ноября 2011 года N 863-ПКфактически слившиеся деревня Батурята и поселок Батурята преобразованы в один населенный пункт деревня Батурята.

## География
Посёлок находился в юго-восточной части края, в пределах Кунгурско-Красноуфимской лесостепи, на левом берегу реки Барды, на расстоянии приблизительно 20 километров (по прямой) к северо-востоку от села Берёзовки, административного центра округа. Абсолютная высота — 186 метров над уровнем моря.
Климат
Климат характеризуется как умеренно континентальный, с продолжительной многоснежной холодной зимой и коротким умеренно тёплым летом. Среднегодовое количество осадков — 500 − 550 мм. Среднегодовая высота снежного покрова достигает 70 см.

## Население
Национальный состав
Согласно результатам переписи 2002 года, в национальной структуре населения русские составляли 100 % из 5 чел..

## Инфраструктура
Личное подсобное хозяйство.

## Транспорт
Просёлочные дороги. 